# Élections sénatoriales de 2017 dans le Jura
Les élections sénatoriales dans le Jura ont lieu le dimanche 24 septembre 2017. Elles ont pour but d'élire les deux sénateurs représentant le département au Sénat pour un mandat de six années.

## Contexte départemental
Lors des élections sénatoriales du 25 septembre 2011 dans le Jura, deux sénateurs ont été élus, Gérard Bailly (LR) et Gilbert Barbier (RDSE).
Depuis, tous les effectifs du collège électoral des grands électeurs ont été renouvelés, avec les élections législatives de 2012, les élections régionales de 2015, les élections départementales de 2015 et les élections municipales de 2014.

## Sénateurs sortants
| Sénateur | Sénateur        | Parti | Fonctions lors de l'élection en 2011           |
| -------- | --------------- | ----- | ---------------------------------------------- |
|          | Gérard Bailly   | LR    | Sénateur sortant, conseiller général           |
|          | Gilbert Barbier | LR    | Sénateur sortant, conseiller municipal de Dole |

## Présentation des candidats et des suppléants
Les nouveaux représentants sont élus pour une législature de 6 ans au suffrage universel indirect par les 972 grands électeurs du département. Dans le Jura, les sénateurs sont élus au scrutin majoritaire. Leur nombre reste inchangé, 2 sénateurs sont à élire. Il y aura plusieurs candidats dans le département, chacun avec son suppléant.
| T/S | Candidats | Candidats               | Parti | Principale fonction                                            |
| --- | --------- | ----------------------- | ----- | -------------------------------------------------------------- |
| T   |           | Brigitte Monnet         | EELV  | Maire de Val-Sonnette                                          |
| S   |           | Laurent Ménétrier       | PCF   | Adjoint au maire de Vaux-sur-Poligny                           |
| T   |           | Jean Claude Wambst      | PS    | Conseiller municipal de Dole                                   |
| S   |           | Anne Christine Donze    | PCF   | Maire de Larrivoire                                            |
| T   |           | Philippe Antoine        | LREM  | Conseiller départemental, maire de Larnaud                     |
| S   |           | Martine Vuillemin       | LREM  | Conseillère municipale d'Arbois                                |
| T   |           | François Godin          | LREM  | Conseiller départemental, maire de Bois-d'Amont                |
| S   |           | Nathalie Rude           | LREM  | Maire de Romain                                                |
| T   |           | Sylvie Vermeillet       | UDI   | Conseillère départementale, conseillère municipale de Cernans  |
| S   |           | Serge Lacroix           | UDI   | Maire de Moirans-en-Montagne                                   |
| T   |           | Claude Faivre           | LR    |                                                                |
| S   |           | Virginie Bizet          | LR    |                                                                |
| T   |           | Dominique Chalumeaux    | LR    | Conseiller départemental, adjoint au maire de Verges           |
| S   |           | Françoise Vespa         | UDI   | Conseillèe départementale, maire de Saint-Laurent-en-Grandvaux |
| T   |           | Marie-Christine Chauvin | LR    | Conseillère départementale, maire de Chaux-Champagny           |
| S   |           | Christian Buchot        | LR    | Président de la CC Porte du Jura, maire de Maynal              |
| T   |           | Jean-Pascal Fichère     | LR    | Président du Grand Dole, conseiller municipal de Dole          |
| S   |           | Virginie Pate           | LR    | Maire de Vaudrey                                               |
| T   |           | Stéphane Montrelay      | FN    | Conseiller régional, maire de Rans                             |
| S   |           | Ghislaine Fraisse       | FN    |                                                                |

## Résultats
| Candidats                | Candidats                | Parti                    | Nuance                   | Premier tour | Premier tour | Second tour | Second tour |
| Candidats                | Candidats                | Parti                    | Nuance                   | Voix         | %            | Voix        | %           |
| ------------------------ | ------------------------ | ------------------------ | ------------------------ | ------------ | ------------ | ----------- | ----------- |
|                          | Sylvie Vermeillet        | UDI                      | UDI                      | 475          | 49,63        | 636         | 65,98       |
|                          | Marie-Christine Chauvin  | LR                       | DVD                      | 239          | 24,97        | 514         | 53,32       |
|                          | Jean-Pascal Fichère      | LR                       | DVD                      | 206          | 21,53        | Retrait     | Retrait     |
|                          | Dominique Chalumeaux     | LR                       | LR                       | 200          | 20,90        | Retrait     | Retrait     |
|                          | Jean-Claude Wambst       | PS                       | SOC                      | 164          | 17,14        | 191         | 19,81       |
|                          | Philippe Antoine         | LREM                     | REM                      | 151          | 15,78        | 193         | 20,02       |
|                          | Brigitte Monnet          | EELV                     | ECO                      | 147          | 15,36        | 129         | 13,38       |
|                          | François Godin           | LREM                     | REM                      | 111          | 11,60        | Retrait     | Retrait     |
|                          | Claude Faivre            | LR                       | DVD                      | 28           | 2,93         | Retrait     | Retrait     |
|                          | Stéphane Montrelay       | FN                       | FN                       | 22           | 2,30         | 24          | 2,49        |
|                          |                          |                          |                          |              |              |             |             |
| Suffrages exprimés       | Suffrages exprimés       | Suffrages exprimés       | Suffrages exprimés       | 957          | 97,65        | 964         | 98,07       |
| Votes blancs             | Votes blancs             | Votes blancs             | Votes blancs             | 12           | 1,22         | 17          | 1,73        |
| Votes nuls               | Votes nuls               | Votes nuls               | Votes nuls               | 11           | 1,12         | 2           | 0,20        |
| Total                    | Total                    | Total                    | Total                    | 980          | 100          | 983         | 100         |
| Abstention               | Abstention               | Abstention               | Abstention               | 21           | 2,10         | 18          | 1,80        |
| Inscrits / participation | Inscrits / participation | Inscrits / participation | Inscrits / participation | 1 001        | 97,90        | 1 001       | 98,20       |